# Kotkatsalonsaari
Kotkatsalonsaari är en ö i Finland. Den ligger i sjön Ryökäsvesi och Liekune och i kommunen Hirvensalmi i den ekonomiska regionen  S:t Michel och landskapet Södra Savolax, i den södra delen av landet, 190 km nordost om huvudstaden Helsingfors. Öns area är 10,1 hektar och dess största längd är 0,7 kilometer i nord-sydlig riktning.